# Język nieproceduralny
Język nieproceduralny (ang. non-procedural language) – język programowania pozwalający na pisanie programów jedynie w postaci ciągłej sekwencji instrukcji (niepodzielonej na procedury).
Możliwe jest wykonywanie skoków warunkowych i bezwarunkowych oraz wykonywanie podprogramów, nie istnieje jednak pojęcie parametrów wywołania procedury, wartości zwracanej przez funkcję oraz zmiennych lokalnych i globalnych. Tworzenie współdzielonych przez wiele programów bibliotek funkcji (do powtórnego wykorzystania) oraz stosowanie takich technik programistycznych jak rekurencja jest znacznie utrudnione lub niemożliwe.
Przykładem języka nieproceduralnego jest BASIC (starsze wersje).